# Eurytela
Eurytela es un género de lepidópteros perteneciente a la familia Nymphalidae. Es originario del este de África.

## Especies
- Eurytela alinda Mabille.1893
- Eurytela dryope (Cramer, [1775]) – Golden Piper
- Eurytela hiarbas (Drury, 1770) – Pied Piper
- Eurytela narinda Ward, 1872